# AC Cobra
AC Cobra – samochód sportowy klasy kompaktowej produkowany pod brytyjską marką AC w latach 1962 – 1968.

## Historia i opis modelu

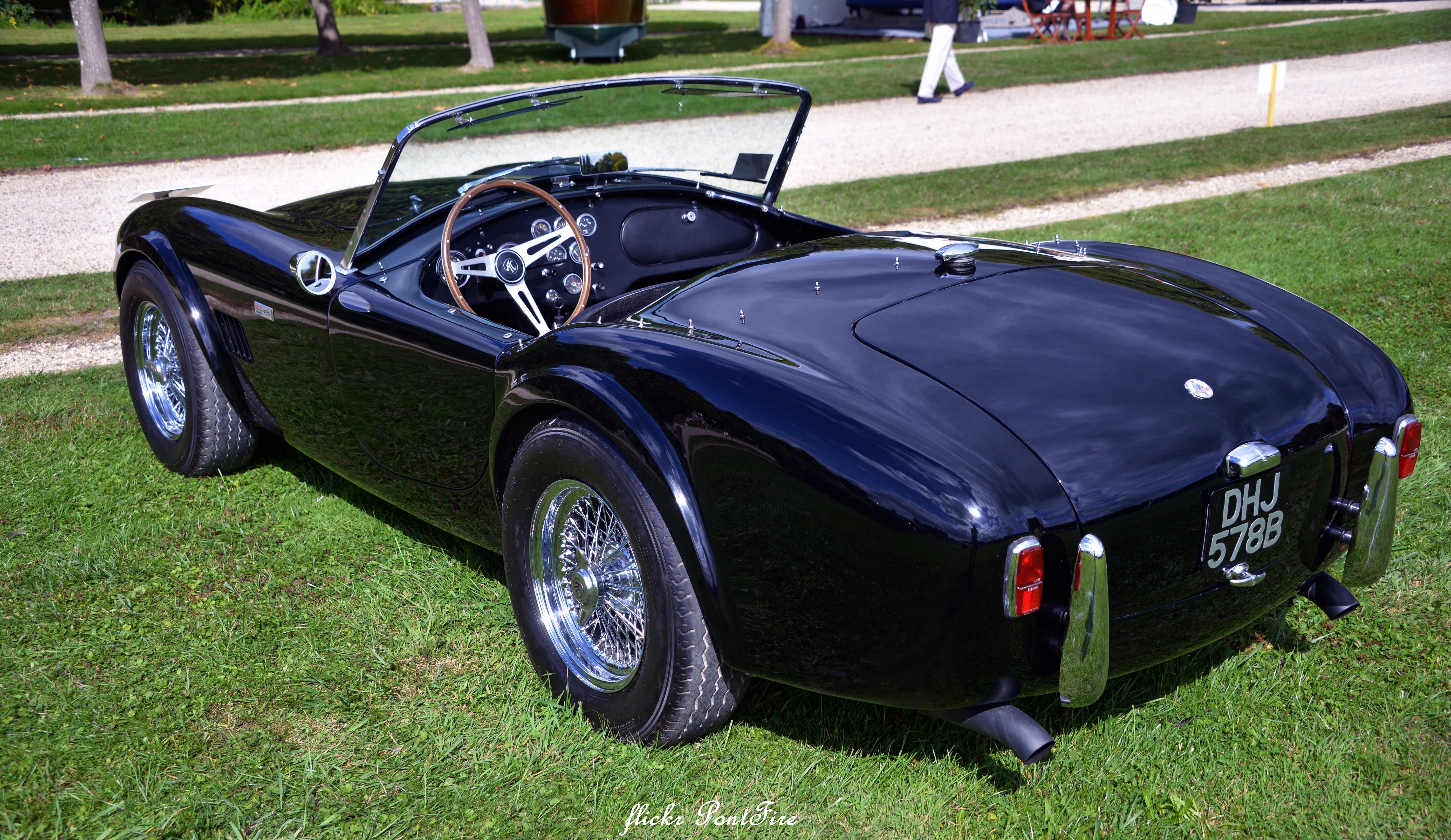
AC Cobra - tył

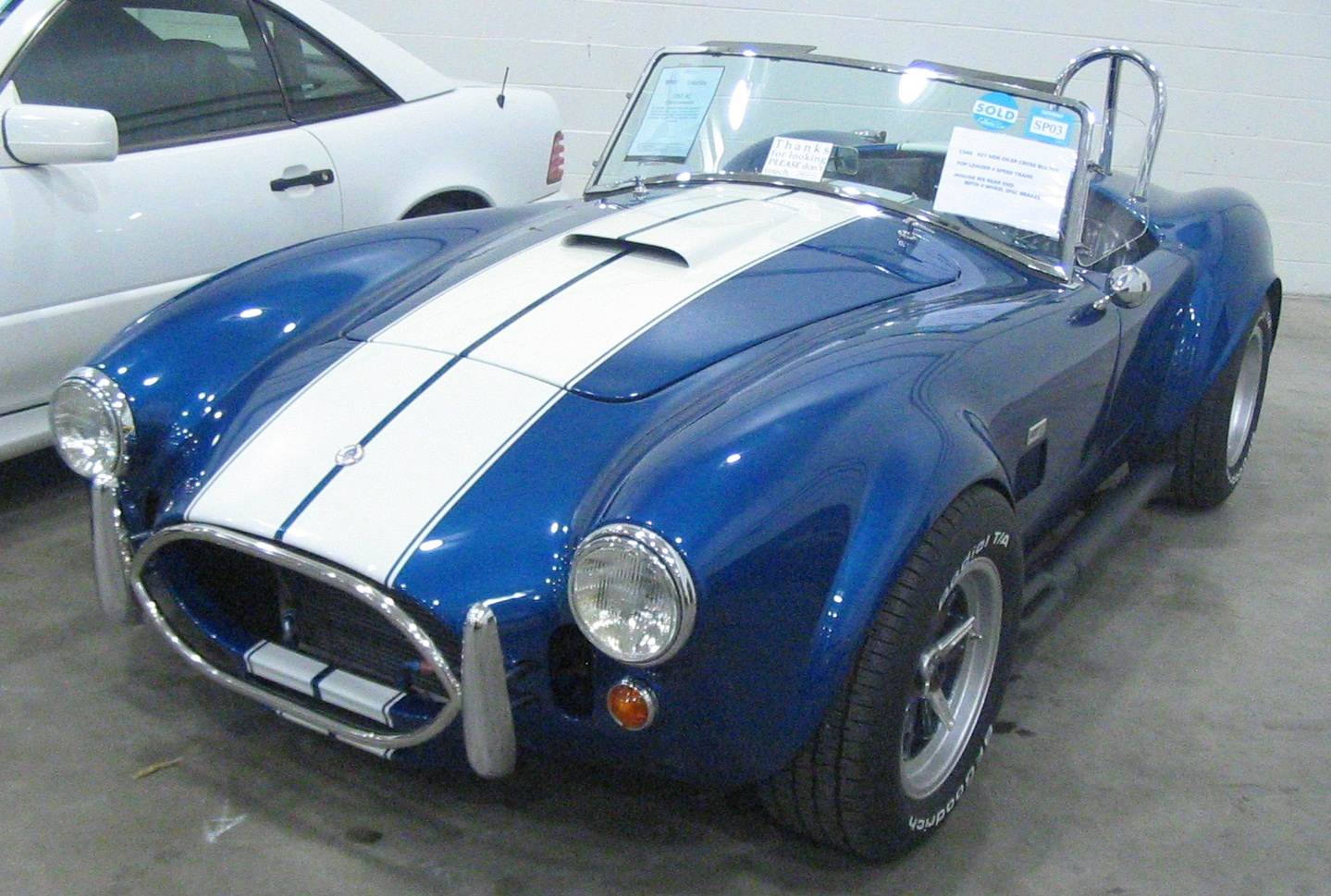
amerykański Shelby Cobra

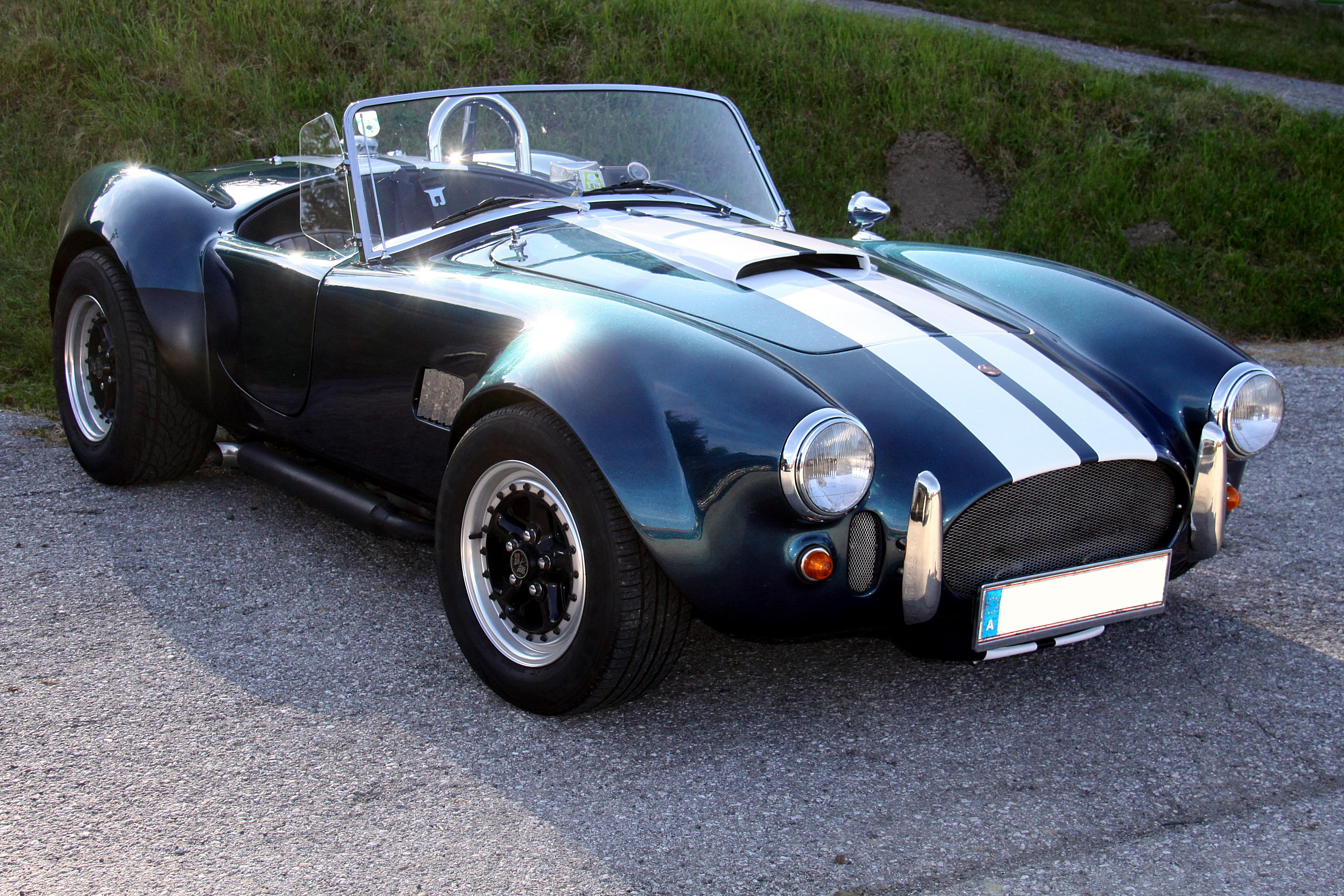
AC Cobra 50th Anniversary Limited Edition CSX8000

Cobra została opracowana w ramach współpracy brytyjskiego przedsiębiorstwa AC Cars oraz amerykańskiego Shelby American pod przewodnictwem Carrolla Shelby'ego. Bazą techniczną dla modelu był poprzednik, AC Ace. Cobra napędzana była przez silniki V8 o pojemności 4,2 litra konstrukcji Forda (później 4,7 litra), mechanizm różnicowy od Jaguara E-Type oraz hamulce tarczowe na przednie i tylne koła.

### Cobra 427
W 1965 zaprezentowany został zmodernizowany wariant Cobra 427. Zastosowano w nim silnik V8 o pojemności 6989 cm³ i mocy 425 KM. Zastosowano w nim m.in. aluminiowe nadwozie oraz gruntownie przebudowano elementy zawieszenia. 
Charakterystycznym elementem tego pojazdu jest duży wlot powietrza do silnika (chłodnicy) umożliwiający intensywne chłodzenie potężnego silnika.
Od wielu lat na całym świecie powstaje wiele replik tego słynnego samochodu, w tym  wersja Weineck Cobra 780 cui Limited Edition, o pojemności skokowej 12.78 l.

### Shelby Cobra
Na rynku północnoamerykańskim Cobra oferowana pod marką Shelby jako Shelby Cobra, powstając w lokalnych zakładach przedsiębiorstwa w Venice w Kalifornii. Pod kątem wizualnym, samochód był identyczny względem europejskiego wariantu wytwarzanego pod marką AC.

### Dane techniczne (260)

#### Silnik
- V8 4,3 l (4265 cm³), 2 zawory na cylinder, OHV
- Układ zasilania: gaźnik
- Średnica cylindra × skok tłoka: 96,50 mm × 72,90 mm
- Stopień sprężania: 10,0:1
- Moc maksymalna: 264 KM (194 kW) przy 5800 obr./min
- Maksymalny moment obrotowy: 365 N•m przy 4800 obr./min

#### Osiągi
- Przyspieszenie 0-80 km/h: 3,9 s
- Przyspieszenie 0–100 km/h: 5,5 s
- Przyspieszenie 0–160 km/h: 14,0 s
- Czas przejazdu pierwszych 400 m: 14,1 s
- Prędkość maksymalna: 233 km/h

### Dane techniczne (289)

#### Silnik
- V8 4,7 l (4720 cm³), 2 zawory na cylinder, OHV[2]
- Układ zasilania: czterogardzielowy gaźnik Holley[2]
- Średnica cylindra × skok tłoka: 99 mm × 71 mm[2]
- Stopień sprężania: 11,0:1
- Moc maksymalna: 271 KM (200 kW) przy 5750 obr./min[2]
- Maksymalny moment obrotowy: 423 N•m przy 4500 obr./min

#### Osiągi
- Przyspieszenie 0-80 km/h: 4,4 s
- Przyspieszenie 0–100 km/h: 5,6 s
- Przyspieszenie 0–160 km/h: 13,7 s
- Czas przejazdu pierwszych 400 m: 14,4 s
- Prędkość maksymalna: 240 km/h[2]

### Dane techniczne (427)

#### Silnik
- V8 7,0 l (6997 cm³)[3], 2 zawory na cylinder, OHV
- Układ zasilania: dwa gaźniki
- Średnica cylindra × skok tłoka: 107,70 mm × 96,00 mm
- Stopień sprężania: 11,5:1
- Moc maksymalna: 425 KM (311 kW)[3] przy 6000 obr./min
- Maksymalny moment obrotowy: 651 N•m przy 3700 obr./min

#### Osiągi
- Przyspieszenie 0-80 km/h: 3,3 s
- Przyspieszenie 0–100 km/h: 4,2 s
- Przyspieszenie 0–160 km/h: 10,3 s
- Czas przejazdu pierwszych 400 m: 12,4 s
- Prędkość maksymalna: 266 km/h